# Wissy Frank Hoye Yenda Moukoula
Wissy Frank Hoye Yenda Moukoula (* 29. September 1996) ist ein gabunischer Leichtathlet, der sich auf den Sprint spezialisiert hat.

## Sportliche Laufbahn
Erste Erfahrungen bei internationalen Meisterschaften sammelte Wissy Frank Hoye Yenda Moukoula im Jahr 2024, als er bei den Afrikaspielen in Accra mit 10,66 s und 21,55 s jeweils in der ersten Runde im 100- und 200-Meter-Lauf ausschied. Auch bei den Afrikameisterschaften im Juni in Douala kam er mit 10,62 s und 21,79 s jeweils nicht über den Vorlauf hinaus. Daraufhin nahm er dank einer Wildcard im 100-Meter-Lauf an den Olympischen Sommerspielen in Paris teil und schied dort mit 10,59 s in der Vorausscheidungsrunde aus. Zudem war er Fahnenträger seiner Nation bei der Eröffnungs- und Schlussveranstaltung der Spiele.

## Persönliche Bestzeiten
- 100 Meter: 10,49 s (0,0 m/s), 6. April 2024 in Yaoundé
- 200 Meter: 20,88 s (+1,6 m/s), 21. Mai 2023 in Dijon